# 艾爾瑪諾·謝爾維諾

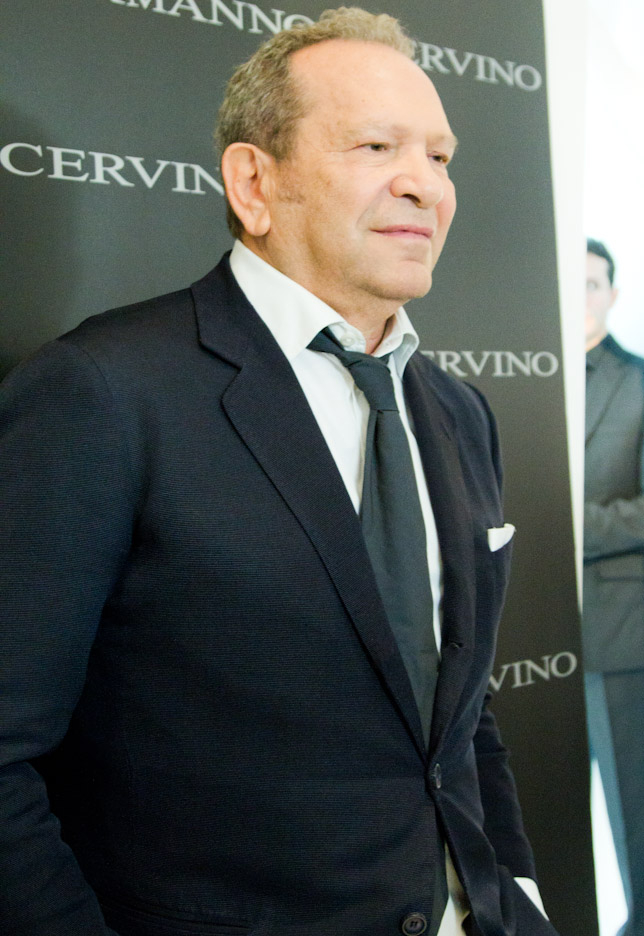
設計師（2011年）

艾尔玛诺·谢尔维诺（Ermanno Scervino)，是创建于1999年的一家意大利高级时装公司。该公司是由设计师艾尔玛诺·谢尔维诺和企业家托尼·谢尔维诺共同创立的。

## 历史
多年来在纽约和巴黎时尚圈积累的丰富经验，使设计师艾尔玛诺·谢尔维诺决定创立自己的品牌，该品牌成功延续了他最为人称道的运动风格设计，其精致的剪裁和内衣秀元素一经推出就在国际上获得了巨大成功。
该品牌近年来发展迅速。在2007年，集团在以面料皮革加工闻名的佛罗伦萨Bagno a Ripoli镇设立了新的总部，这里既有本集团的创意部门又有物流部门。在2008年，该集团在时尚之都米兰的一个面积超过1200平方米的新展厅正式落成迎客，它位于Via Manzoni，在时尚区的中心地带。
2012年该集团在Pambianco报告所列出的50家顶级奢侈品和时尚上市公司中名列第十九位，在8个新加入榜单的公司中排名最高。

## 品牌
Ermanno Scervino 品牌
Ermanno Scervino品牌是整个Ermanno Scervino 集团内部的核心品牌，包括男女装成衣和配饰，是专为精英人士设计制作的系列，极其注重服装细节和手工工艺， 属于奢侈品市场的顶级品牌。女装系列始于1999年并在2003年在米兰时装秀上发布，在国际上获得了广泛关注和积极反响。
之后在2002年，集团推出了男装系列并在2005年1月作为Pitti Immagine Uomo (男士大型时装秀)的特邀嘉宾参加时装秀。2013年1月9日，在佛罗伦萨Pitti男装秀期间，在Palazzo Vecchio (旧宫)内的Salone dei Cinquecento(五百人大厅)中，Ermanno Scervino再次展示了男装和女装系列，出色的反响也再次确立了它时尚界顶级品牌的地位。

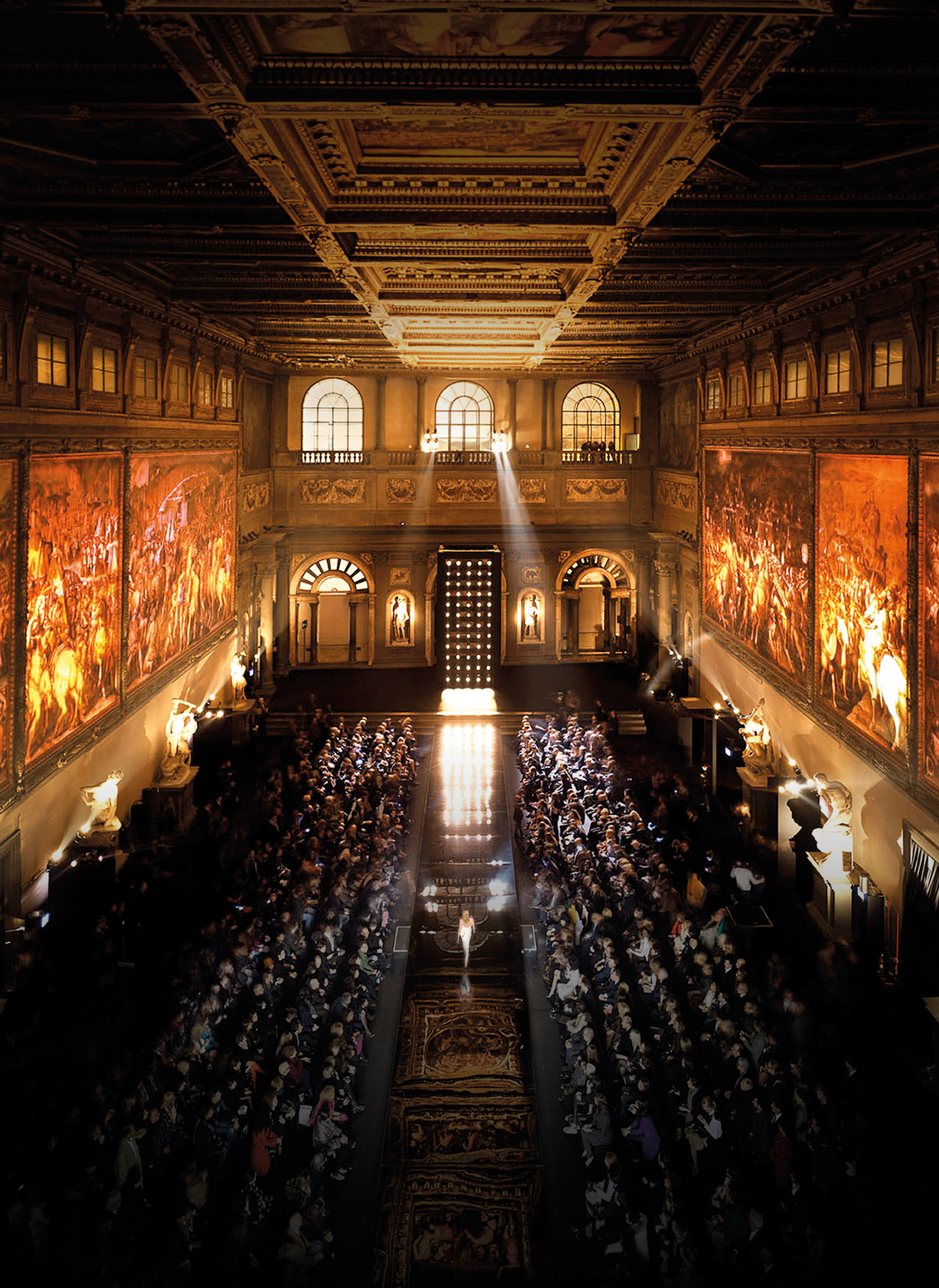
2013年１月Pitti男装秀期间在Salone Dei Cinquecento大厅举行之时装秀

Ermanno Scervino内衣和泳装品牌
内衣和泳装系列延续了该品牌内衣秀的一贯理念，注重展现创意与完美细节。
Ermanno Scervino少年品牌
少年系列成功将 Ermanno Scervino的设计风格融入童装，自推出以来取得了巨大的成功。每年Ermanno Scervino Junior品牌都会参加在佛罗伦萨的举行的儿童时装展。

Scervino 街头品牌
Scervino街头品牌是专为年轻客户打造的。它略低于Ermanno Scervino的定价使年轻客户也能享受到本品牌服装卓越的设计和精致的细节。

## 分销
Ermanno Scervino系列在世界各地通过众多的销售点分销，其中包括42家旗舰店和以销售国际奢侈品闻名的多家知名百货公司。

## 形象代言人
与Ermanno Scervino合作的形象代言人很多都是国际知名人士，其中有Malgosia Bela, Bianca Balti, Alek Wek, Eva Herzigova, Helena Christensen, Rie Rasmussen, Theodora Richards, Alice Dellal 和 Melanie Thierry 。2013春夏系列出现的最后面孔是 Dree Hemingway。
Ermanno Scervino和知名的摄影师的合作也始终倍受关注，其中包括 Peter Lindbergh, Mario Sorrenti, Patrick Demarchelier, Paolo Roversi 和 Francesco Carozzini。